# Orsodacne atra
Orsodacne atra is een keversoort uit de familie schijnhaantjes (Orsodacnidae). De wetenschappelijke naam van de soort werd in 1810 gepubliceerd door Knoch.